# Stade Marocain
O Stade Marocain é um clube de futebol com sede em Rabat, Marrocos. A equipe compete no Campeonato Marroquino de Futebol.

## História
O clube foi fundado em 1919.